# Оздоев, Ибрагим Абдураскиевич
Ибраги́м Абдураски́евич Оздо́ев (ингуш. Оздой Ӏабдуразкъий ИбрахӀим; 14 сентября 1905, Плиево, Российская империя — 1983) — советский лингвист. Автор словарей и учебников ингушского языка. Р. Картоев называет его родоначальником ингушской филологии.

## Биография
Был сыном неграмотных родителей, которые, однако, дали образование своим детям. Учился в Ингушском педагогическом техникуме во Владикавказе. Подготовил диссертацию «Работа учителя родного языка». В 1938 возглавил Чечено-Ингушский институт усовершенствования учителей. В 1940 назначен сначала инструктором обкома, а затем заведующим сектором Чечено-Ингушского научно-исследовательского института истории, языка и литературы. 
Во время Великой Отечественной войны воевал в 255-м отдельном кавалерийском полку, был ранен, попал в плен в 1943 году. 
В 1945 году освобождён союзниками.
До 1957 находился в ссылке в Казахстане, куда ранее была отправлена его семья. После возвращения заново защитил диссертацию по филологии в институте языковедения Академии наук Грузинской ССР. Единолично и в соавторстве с другими исследователями издал более трёх десятков крупных работ по языковедению, в том числе краткие и полные русско-ингушские словари, ставшие классическими, орфографический словарь ингушского языка. Скончался в 1983 году. Его сын Рамис много работал с научным наследием отца.

## Награды
Награждён почетной грамотой Президиума Верховного Совета ЧИАССР, орденом Отечественной войны II степени, медалью «За доблестный труд».